# Lindenberg (Mühltal)
Der Lindenberg ist ein 254,1 m ü. NHN hoher Berg im nordwestlichen Odenwald, westlich von Trautheim, einem Ortsteil von Mühltal im südhessischen Landkreis Darmstadt-Dieburg.

## Beschreibung
Der Lindenberg liegt in der Waldgemarkung Mühltal und ist stark bewaldet. An seinem südlichen Hang befindet sich der denkmalgeschützte Waldpavillon am Lindenberg (auch: Lindentempel).

## Toponyme
1. undatiert: Lindenberg
2. heute: Lindenberg

## Etymologie
Althochdeutsch linta mit der Bedeutung Linde (Tilia ulmifolia).
Mittelhochdeutsch linde mit der Bedeutung Linde (Tilia ulmifolia).
Der Name bezieht sich auf ein Waldstück das überwiegend mit Linden bestanden war;
oder auf eine einzeln stehende Linde im Dorf oder in der Feldflur (bei der sich oft seit alters her eine Versammlungs- und Gerichtsstätte (Dingplatz) befand).

## Bildergalerie

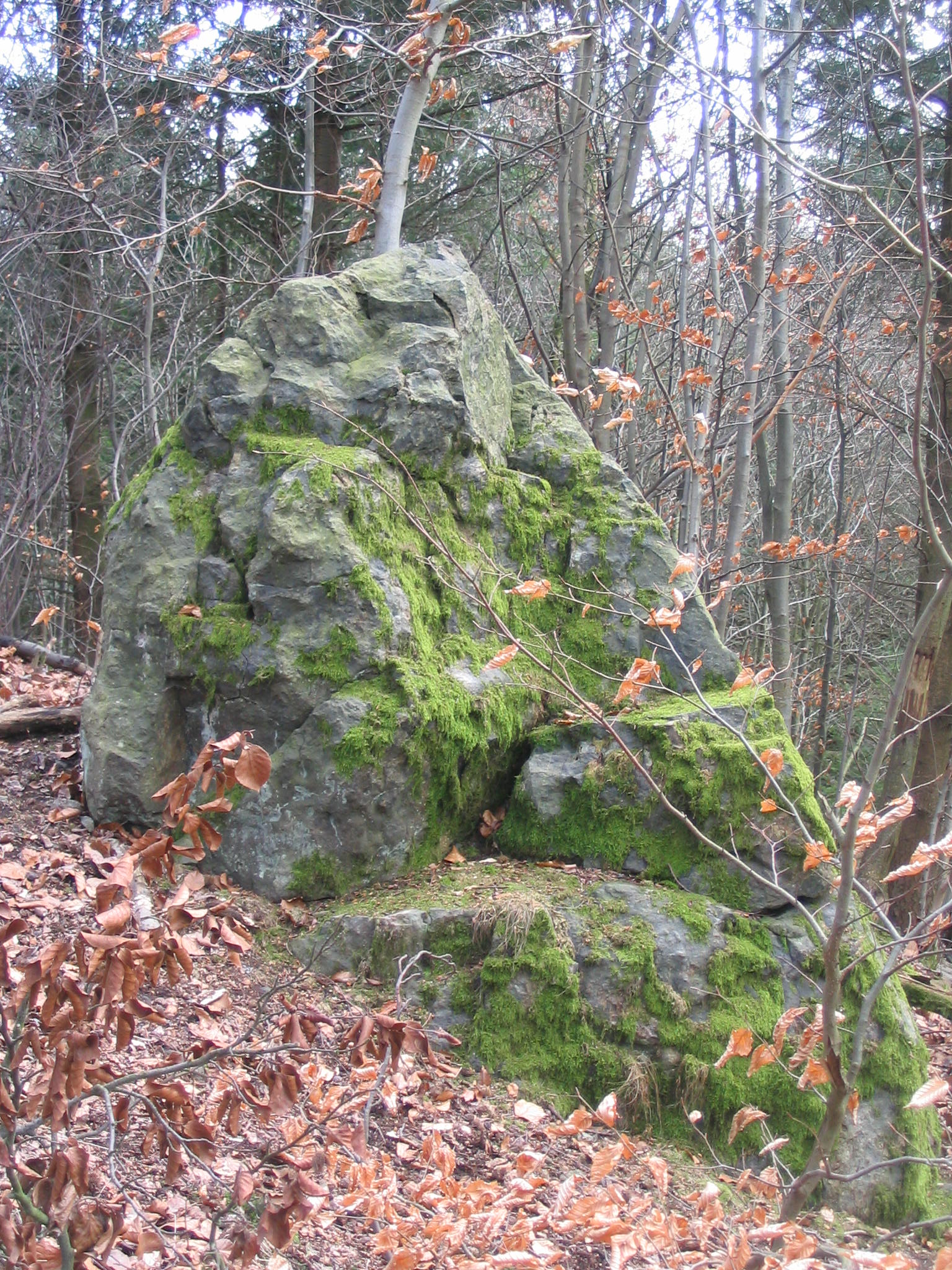
Lindenberg-Fels auf dem Kirchberg-Lindenberg-Rücken (Schiefergneise und Hornfelse zwischen Hornblende-Diorit bzw. Biotit-Diorit, 2014)
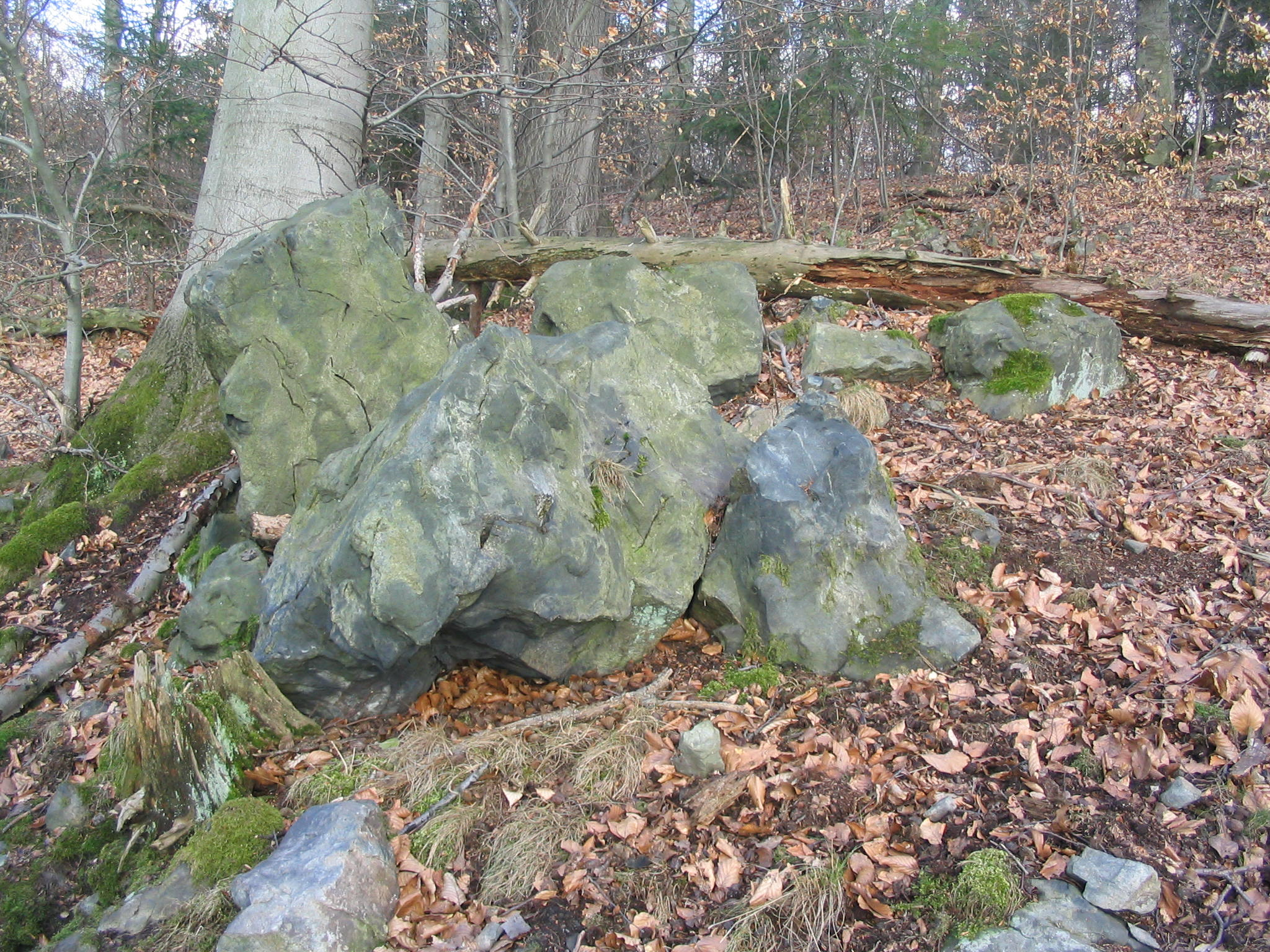
Felsgruppe des Kirchberg-Lindenberg-Rückens (2015)
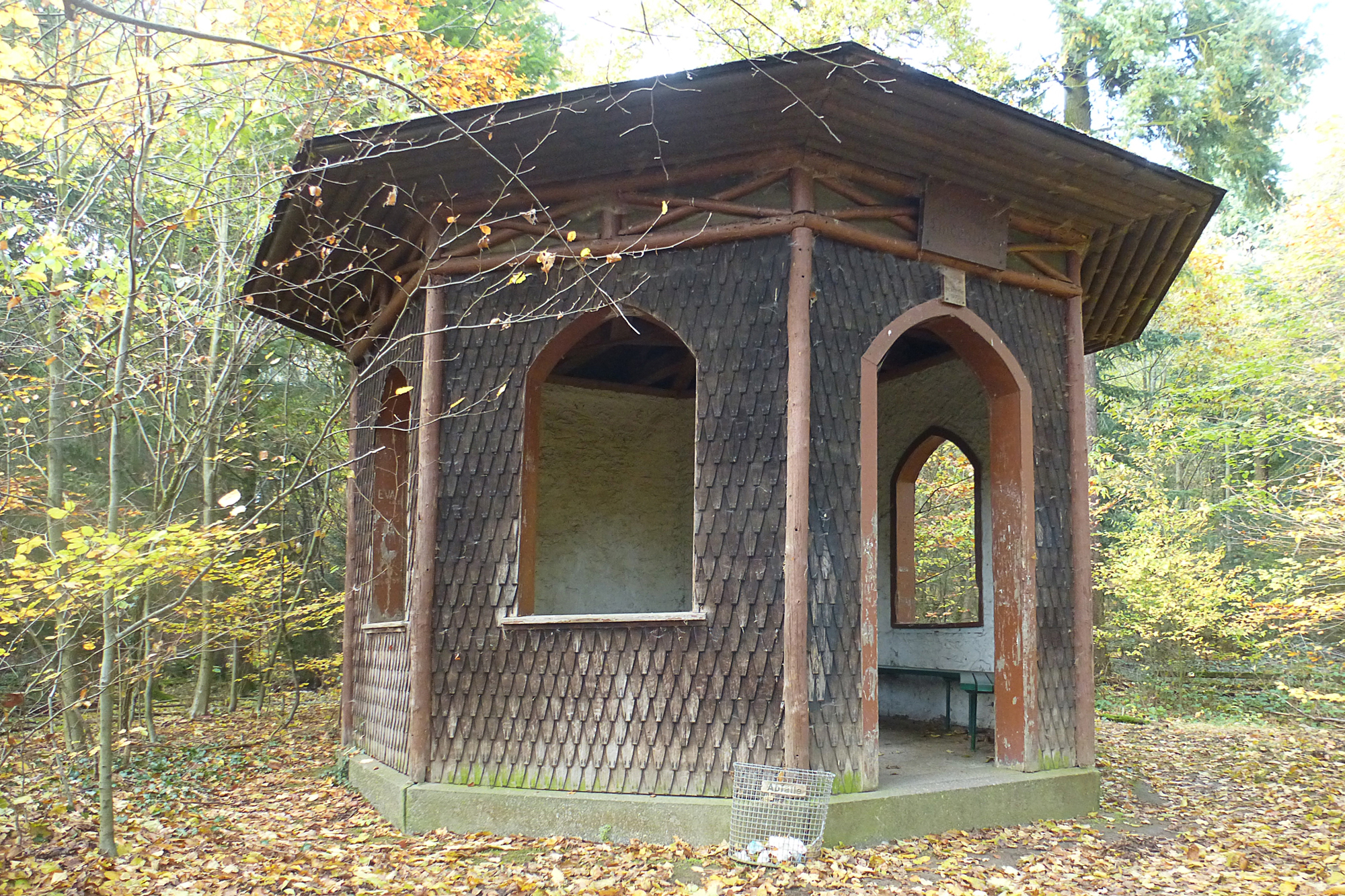
Waldpavillon am Lindenberg (2016)